# Diario de un skin
Diario de un skin es un telefilme español de 2005 dirigido por Jacobo Rispa. Es una adaptación del libro homónimo del periodista de investigación Antonio Salas y protagonizada por el actor español Tristán Ulloa, que encarna el papel del escritor, adentrándose en el mundo neonazi. El largometraje fue estrenado en televisión el 24 de agosto de 2007 en Telecinco.

## Argumento
El periodista con el seudónimo Antonio Salas se infiltra en un grupo de neonazis tras presenciar el asesinato de su compañero de investigación a manos de uno de ellos, por el hecho de ser sudamericano. Dentro de la historia, se involucra con ellos durante casi un año, llegando a adoptar la estética del grupo, esto es, la cabeza rapada y cazadora «bomber». Se adentra con una cámara oculta, intentando no levantar sospechas y ganándose la confianza de los camaradas, para así conseguir información sobre los actos del clan extremista, haciendo ver al público toda la preparación, inteligencia, fidelidad y, sobre todo, el poder que esconden estos grupos en altos cargos como empresas de seguridad o bien las autoridades nacionales. Por ello, una vez interno, llega incluso a dar ideas para preservar la pureza de la raza, siendo muy bien aceptado por sus «pares».

## Sinopsis
Antonio Salas, interpretado por Tristán Ulloa, y su compañero Víctor, papel que encarna Frank Spano, investigan sobre un asunto de trata de menores con cámara oculta. Antonio está casado con Mónica, personaje interpretado por Juana Acosta, que a su vez es la hermana de su socio de investigaciones. No obstante, el hermano de Mónica se muestra con ganas de abandonar el trabajo después de esa investigación sobre prostitución de adolescentes, pues supone un riesgo y quiere llevar una vida más tranquila dentro del mundo del periodismo. Después de cerrar el trato y con ello, la última entrevista, Antonio y Víctor llegan a un acuerdo para proceder a «comprar» a adolescentes de procedencia extranjera y que se prostituyan en España. Sin embargo, el cuñado de Antonio es descubierto y unos jóvenes neonazis le pegan una paliza en la calle hasta acabar con su vida, escudándose en que el periodista era de origen sudamericano. La policía no es capaz de decir quiénes fueron exactamente los asesinos de Víctor, así que Antonio decide tomar la investigación por su propia cuenta, a pesar de que no cuente con el apoyo de su jefe.
El periodista comienza a documentarse sobre los grupos de skins, leyendo libros y revistas, centrándose en la obra Mi lucha de Adolf Hitler, para entender bien la ideología nacionalsocialista. También dedicará buena parte de tiempo en explorar en páginas web para poder adentrarse en la banda. Para ello, construye una falsa identidad bajo el nombre de Tiger88, intentando chatear con miembros, aunque hasta meses después no logró ser un camarada reconocido. Un antiguo neonazi le aconseja que imite su ropa y lenguaje, y le avisa que si descubren su verdadera profesión lo matarán. 
Por tanto, Antonio empieza a decorar su habitación con signos y esvásticas. Comienza a estrechar contacto con Panzer, personaje representado por Fernando Cayo. Lo visita en su librería, donde también venden ropa y bates de béisbol, objetos comunes de la banda. Es allí donde conoce a Leire, papel que interpreta Macarena Gómez, que resulta ser hermana de Sebas, un skin que está en la cárcel y que era la mano derecha del cabecilla, Martín Solano. El interés de Leire por Antonio empieza a levantarse, pues intenta quitarle el gorro que lleva puesto, aunque el periodista camuflado se niega ya que aún no está rapado. 
Una vez que comienza a establecer relaciones con distintos miembros del grupo, el interés crece y va más allá de descubrir quién mató a su cuñado. Ahora, el objetivo es poder contactar con Martín Solano, cuyo papel encarna Juan Fernández, al que el grupo rinde omisión, denominándolo como el nuevo Führer. Cada vez va conociendo a un mayor número de personas, sobre todo en el entorno de los partidos del Real Madrid, equipo del que son hinchas el grupo, perteneciendo a los Ultras Sur. También en el bar ‘La Bodega’, lugar de reunión de los skin, donde casualmente reconoce a Santiago, personaje que interpreta Carles Sanjaime, que es uno de los hombres que querían venderles prostitutas al inicio del largometraje. La relación con Panzer y Himler, este último representado por el actor Adrián Viador, es cada vez mayor y por tanto, quieren presentarle al líder, Solano. 
Sin embargo, no resulta fácil para Antonio Salas acceder hasta el líder skin. En un principio, le encomiendan entregar un paquete en mano, pero el jefe de seguridad no le permite subir hasta el lugar donde se encuentra Solano. Más tarde, Panzer termina presentándole al «nuevo Führer», que le designa un nuevo trabajo oscuro. En la entrevista consigue unas grabaciones con datos sobre la muerte de Víctor, por lo que acude a la policía para decírselo a Jaime Gullón, rol que interpreta Ginés García. Lo cierto es que no parecen ser pruebas suficientes, ya que necesitan una confesión. El comisario, papel desarrollado por Antonio Mourelos, se interesa y se cuela en el despacho de Jaime Gullón y al ver que se trataba de imágenes de Solano, lo avisa de ello y le comunica que hay un periodista infiltrado. 
Antonio, que ya notaba frialdad en el grupo, decide seguir con la investigación e irse con ellos a perseguir a dos muchachos que son de un equipo e ideología contrarios al de los skin. Les someten a una paliza y el grupo encomienda al infiltrado a matarlo con un cuchillo pero Antonio se bloquea y no puede hacerlo, por lo que el grupo que ya tenía sospechas lo rodea y le abre la cazadora. El grupo comienza a pegarle y gritarle ante la rabia de haber confiado en él, así que intenta matarle pero justo aparece en escena la policía. Los neonazis intentan huir al igual que el periodista, pero Álex, papel que desarrolla Pau Cólera, le clava un objeto punzante para evitar que se fuera y como consecuencia de haberlos traicionado.
Finalmente, Antonio es trasladado en una camilla tras la herida que le propicia Álex. Lo hace acompañado del equipo sanitario y de su esposa Mónica. El largometraje acaba expresando que tras la publicación del libro Diario de un skin, la Fiscalía General del Estado ordenó la investigación de los grupos neonazis Blood & Honour y Hammerskin. Tras el juicio, el periodista figura como testigo protegido, por la Audiencia Provincial de Madrid.

## Reparto
El casting fue llevado a cabo por Luis Gimeno y Álvaro Guevara.
| Actores             | Personajes        |
| ------------------- | ----------------- |
| Tristán Ulloa       | Antonio Salas     |
| Juana Acosta        | Mónica            |
| Pedro Casablanc     | Luis Blanco       |
| Ginés García Millán | Jaime Gullón      |
| Fernando Cayo       | Panzer            |
| Macarena Gómez      | Leire             |
| Adrián Viador       | Himmler           |
| Pau Cólera          | Álex              |
| José Carreño        | Ultrasur          |
| Frank Spano         | Víctor            |
| Carles Sanjaime     | Santiago          |
| Antonio Mourelos    | Comisario         |
| Luis Zahera         | Rafi              |
| Juan Fernández      | Martín Solano     |
| Carmen Abizanda     | Chica Atraco      |
| Xoque Carvajal      | Policía puerta    |
| Jesús Castro        | Guardaespaldas    |
| Johnnie Estrella    | Skin Cabreado     |
| Álvaro Guevara      | Policía túnel     |
| Xiana López         | Prostituta Rumana |
| José M. Pérez       | Skin librería 1   |
| Iria Sobrado        | Juana             |
| Artur Trillo        | Adolf             |
| Pablo Vázquez       | Portavoz pandilla |

## Rodaje

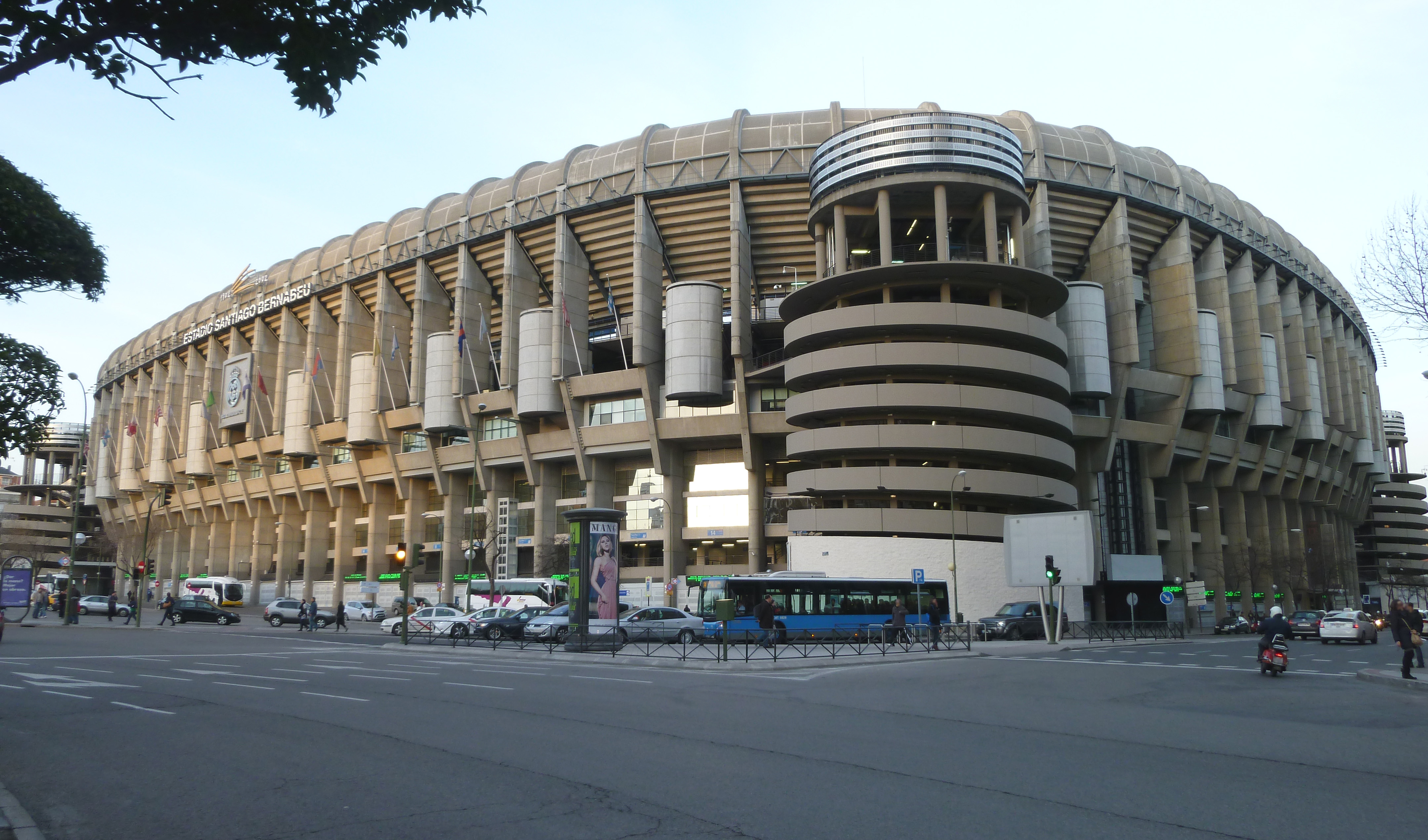
Exterior del Estadio Santiago Bernabéu en Madrid, España.una de las localizaciones del rodaje.

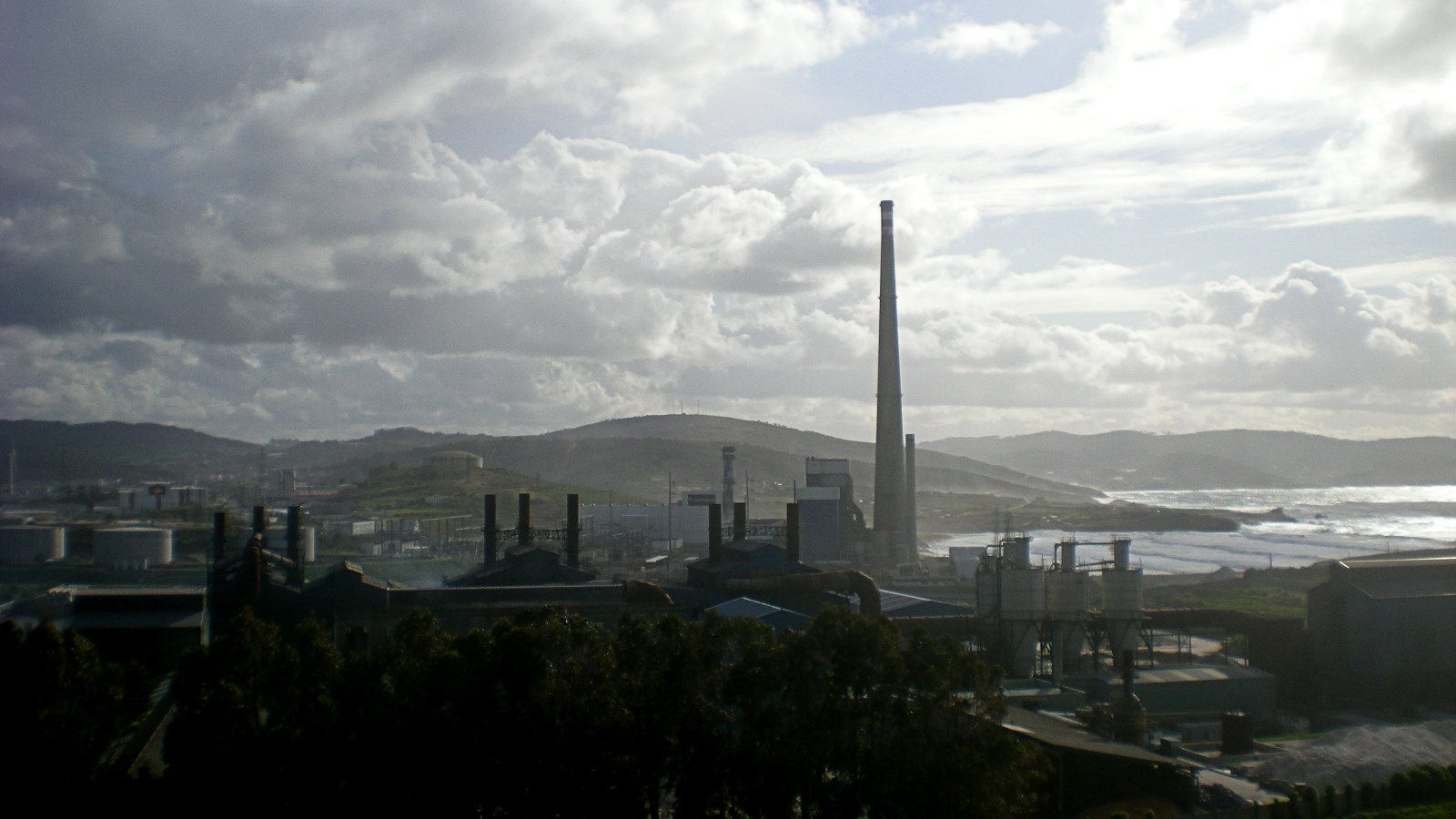
Polígono industrial de Sabón, Oseiro, Arteijo, una de las localizaciones del rodaje.

El rodaje comenzó en el año 2004, con un guion de 115 páginas, y su duración fue de 21 días. Se filmó en las comunidades españolas de Madrid y Galicia, como únicas localizaciones. Las escenas grabadas en Galicia fueron rodadas en el polígono industrial de Sabón, perteneciente al municipio de Arteijo. En el caso de Madrid, las escenas se grabaron por distintas zonas de la ciudad, prestando cierta atención a la zona del Estadio Santiago Bernabéu y sus alrededores, puesto que la trama gira en torno a parte de los componentes de los Ultras Sur del Real Madrid y sus vínculos neonazis. El gerente de localizaciones fue Jorge Eiroa.

## Estreno en televisión
Telecinco llevó a cabo la creación del Telefilme tras la repercusión que causó el estreno del documental del propio Antonio Salas en el año 2003, que contenía los vídeos recogidos por el periodista cuando se infiltró en el grupo de neonazis . Por tanto, la cadena de Mediaset comenzó el rodaje de Diario de un skin el mes de abril del año 2004. El encargado de llevar a cabo la dirección del largometraje fue Jacobo Rispa, tras haber ganado el Goya a mejor cortometraje de ficción por Un día perfecto. El largometraje fue presentado el 27 de abril de 2005, en el Festival de Málaga. No obstante, no fue presentado en Telecinco hasta el 24 de agosto del año 2007 a las 00:00 horas, dentro del late night.